# Wish You Were Dead (film)
Wish You Were Dead è un film del 2002 diretto da Valerie McCaffrey.
È un film commedia a sfondo thriller statunitense con Cary Elwes, Elaine Hendrix e Christopher Lloyd.

## Produzione
Il film, diretto da Valerie McCaffrey su una sceneggiatura di Scott Firestone, fu prodotto da David Basulto e Scott Firestone e Danny Gold per la New Line Cinema e girato a Los Angeles in California e in Canada (al Moodies Motor Inn, Pickering Village, a Pickering e a Toronto) dal 4 ottobre 1999 al 6 novembre 1999.

## Distribuzione
Il film fu distribuito negli Stati Uniti dal 21 maggio 2002 al cinema dalla Icon Entertainment International.
Altre distribuzioni:
- in Argentina il 14 agosto 2002 (Ojalá te mueras, in DVD)
- in Brasile (Espero Que Você Morra)
- in Germania (Ich wünschte, Du wärst tot e Tot gefällst du mir am besten!, in TV)
- in Finlandia (Kahden naisen välissä)
- in Spagna (Muérete, mi amor)

## Promozione
La tagline è: "May all your wishes come true.".